# Radio LatteMiele
Radio LatteMiele è un'emittente radiofonica privata interregionale con sede a Milano in Via Bernardo Quaranta 29, nata nel 1982 a Bologna e di proprietà di PRS Mediagroup.
Trasmette prevalentemente musica italiana, sia classici che nuovi successi. Nel palinsesto trovano posto anche diverse rubriche, come l'oroscopo curato dall'astrologo Paolo Fox.

## Storia
Nasce a Bologna nel 1982. Nel 1987 diventa un network, sotto la proprietà di Tecninvest, con una nuova sede a Castel Maggiore, in provincia di Bologna. Allarga il proprio bacino di copertura diventando una syndication e negli anni novanta prosegue l'ampliamento della copertura con l'acquisto di nuove frequenze ed emittenti, e arrivando quindi a coprire l'intero paese. Sono gli anni novanta, che vedono Radio LatteMiele,  conquistare posizioni di alta classifica tra i grandi Network Nazionali, grazie ad una valida strategia di promozione, attraverso Tour titolati nelle Discoteche di tutta Italia, grandi collaborazioni e presenze in Eventi di Spettacolo e Sportivi.
All'inizio del duemila raggiunge il maggior successo negli ascolti, con più di 2 milioni di ascoltatori giornalieri, diventando una delle più seguite radio italiane. Molti sono i programmi di successo che si sono succeduti nel palinsesto della radio: da Grand'Angolo con Vicky Mangone, a trasmissioni di psicologia, cucina, astrologia e medicina, fino a Compagno di viaggio condotto da Andrea Mingardi, Domenica con Cristina e Buongiorno con Cristina, condotti da Cristina D'Avena, e le dirette dagli Eventi e dalle Discoteche nazionali, oltre a vincenti sinergie nel mondo del Motorsport.  
Nel luglio 2005 62 frequenze in diverse zone d'Italia vennero acquisite dalla Arnoldo Mondadori Editore per il miglioramento della copertura di R101. Lattemiele tornò poi a coprire molte di queste zone grazie all'acquisto di nuove frequenze.
Il 15 ottobre 2015 è stata nuovamente ceduta buona parte delle frequenze di proprietà (in Emilia Romagna, Lombardia, Toscana e Umbria), questa volta a Lorenzo Suraci, che le ha destinate al nuovo progetto Radio Zeta l'Italiana. Successivamente alcune zone sono state ricollegate da Lattemiele su nuove frequenze.
Nel settembre 2016 l'emittente in FM copre principalmente l'Emilia Romagna e molte regioni del Sud Italia, in parte con frequenze proprie e in parte attraverso emittenti locali collegate in syndication.
Dal 2018 Lattemiele attraversa una nuova seconda vita, dopo il cambio di proprietà (oggi PRS Mediagroup) e di sede che l'ha portata da Bologna a Milano, con un palinsesto in buona parte rinnovato.
Resta il punto fermo della musica italiana, oltre all’immancabile oroscopo di Paolo Fox.
Nel 2020 Lattemiele copre nuovamente in FM gran parte d'Italia, avendo ricollegato alla syndication alcune emittenti che in passato ne erano uscite, pur mantenendo lo stesso nome, per controversie con la vecchia gestione.

## Tam Tam Network
Negli anni '90 il gruppo editoriale di Lattemiele lanciò una seconda emittente, denominata prima Radio Marilù e successivamente (dal 1996) Tam Tam Network, con una programmazione dedicata alla musica dance ed elettronica e una copertura in FM inizialmente estesa a diverse zone del nord e centro Italia, in parte con la formula della syndication. Negli anni il progetto venne gradualmente ridimensionato, fino a essere definitivamente chiuso nell'ottobre 2015.

## Ascolti
(dati audiradio - giorno medio - fonte: http://www.publimediaitalia.com/admin/PagPar.php?op=fg&id_pag_par=421&fld=file)
- 1994: 1.368.000
- 1995: 1.614.000
- 1996: 1.891.000
- 1997: 1.821.000
- 1998: 1.980.000
- 1999: 1.810.000
- 2000: 2.035.000
- 2001: 2.019.000
- 2002: 2.074.000
- 2003: 2.175.000